# پاتریشا کرون
پاتریشا کرون یا پاتریسیا کرونه (به دانمارکی: Patricia Crone) (زادهٔ ۲۸ مارس ۱۹۴۵، دانمارک ـ درگذشتهٔ ۱۱ ژوئیهٔ ۲۰۱۵، پرینستون، نیوجرسی) پژوهشگر، نویسنده، خاورشناس و تاریخ‌دان (تاریخ صدر اسلام) بود. او استاد مؤسسهٔ مطالعات پیشرفته در دانشگاه پرینستون بود. او سعی می‌کرد ریشه‌های اسلام را به نزدیکیهای اروپا مربوط کند. نتیجه کارهای او در دو کتاب اصلی او منتشر شده است: هاجریه در ۱۹۷۷ و تجارت مکه و ظهور اسلام در ۱۹۸۷. در کتاب اول با استفاده از مدارک غیر اسلامی (لاتین و یونانی و یهودی و آرامی و قبطی) سعی می‌کند نشان دهد که دین اسلام آنطور که مسلمانان می‌گویند نازل نشده بلکه اتحادی از اعراب و یهودیان به دنبال بازپس‌گیری سرزمین موعود از امپراتوری بیزانس بودند و قرآن شامل ویرایش‌های قرن هشتم از منابع مختلف یهودی-مسیحی و دیگر منابع خاورمیانه ای است، و اینکه محمد بشارت دهنده یک منجی مسیحی یهودی بوده است. در کتاب تجارت مکه و ظهور اسلام سعی می‌کند استدلال کند که اسلام از مکه سرچشمه نگرفته بلکه به شمال عربستان و سرزمینهای نزدیک مدیترانه مربوط می‌شود. دیدگاه‌های او بسیار متفاوت از دیدگاه‌های مورخان و شرق‌شناسان مانند مونتگومری وات و فرد دانر است که نشریاتی دارند که جزئیات فعالیت‌های تجاری و کشمکش‌های بین قبایل رقیب مکه را برای کنترل مسیرهای تجاری دارند.

## زندگی و تحصیلات
پاتریشا کرون در دانمارک زاده شد و در همان‌جا تحصیلات اولیه را پشت‌سر گذاشت. سپس به بریتانیا نقل‌مکان کرد و تحصیلات دانشگاهی و عالی را در دانشگاه لندن به اتمام رساند، و در دانشکدهٔ مطالعات خاوری و آفریقایی در سال ۱۹۷۴ میلادی به درجهٔ دکتری نایل آمد. او در سال‌های ۱۹۷۴ تا ۱۹۷۷ در دانشکدهٔ دانشکدهٔ مطالعات شرقی و آفریقایی فعالیت کرد و سپس به‌مدت بیست سال در دانشگاه کمبریج مشغول بود، و در سال ۱۹۹۷ به مؤسسهٔ مطالعات پیشرفته در دانشگاه پرینستون آمریکا پیوست.

## تحقیقات
از کرون بیش از ده کتاب در زمینهٔ تاریخ و تمدن اسلامی منتشر شده، و او در انتشار مجموعه پژوهش‌هایی در زمینهٔ قانون اسلامی و مطالعات اجتماعی نیز مشارکت داشته است. وی همچنین عضو هیئت مدیرهٔ پنج نشریهٔ ادواریِ تاریخی ازجمله دائرةالمعارف اندیشهٔ سیاسی بود، و در انجمن فلسفهٔ آمریکا نیز عضویت داشت. همچنین در دانشکدهٔ الهیات در دانشگاه آرهوس (دانمارک) سِمَتِ استاد افتخاری داشت.
کرون، افزون بر آشنایی با زبان‌های عبری، لاتین، یونانی، فرانسه و آلمانی، بر زبان عربی و فارسی نیز چیرگی داشت. او در سال‌های آخر عمر خویش، دکترای افتخاری از دانشگاه کپنهاگ دریافت کرد، و سخنرانی‌ها و کارگاه‌های آموزشیِ فراوانی دربارهٔ اسلام و تاریخ آن برگزار کرد. انتشار کتاب هاجریسم (۱۹۷۷) از کرون بهمراه مایکل کوک نقطهٔ عطفی در مطالعات ظهور اسلام به‌شمار می‌رود.

## زمینه مطالعات
- مطالعات اسلام اولیه و به ویژه جامعه اموی و به‌طور خاص اوضاع اعراب شبه جزیره و شامات در پیش و اندکی پس از ظهور اسلام. برخی از آرای او در این زمینه مورد انتقاد بود.
- مطالعه در زمینه اندیشه سیاسی در اسلام و مناسبات دین و دولت به ویژه در اسلام نخستین. او آشنایی عمیقی با اوضاع سیاسی و اجتماعی دو سه قرن نخستین اسلامی داشت و متون و منابع لازم را می‌شناخت. او به مفهوم خلافت و تحول معنایی آن در مطالعات خود و به ویژه در کتابی که با همکاری هایندز نوشت پرداخت و ابعاد ناشناخته ای را در این موضوع مورد بررسی قرار داد. مفهوم شورا در اسلام مفهوم «رضا» در دعوت عباسی. اندیشه سیاسی مکتبها و فرقه‌های نو ظهور در تاریخ اسلام در دورانهای اموی و آغاز عباسی؛ دربارهٔ خوارج و معتزلیان نخستین و مرجیان.
- چگونگی ورود اسلام به ایران و فتوحات. برای این زمینه او نیازمند آن بود که دربارهٔ تاریخ ما قبل اسلام ایران در اواخر دوران ساسانی مطالعه گسترده‌ای داشته باشد. همچنین دربارهٔ تاریخچه فتوحات و واکنش ایرانیان بدان.
- مطالعه و بررسی تاریخ ظهور دولت عباسی و مقدمات شکل‌گیری انقلاب عباسیان و مواضع اعراب و موالی نسبت بدان
- جنبشهای ایرانی در برابر حمله اعراب و دولتهای اموی و عباسی
- آیینهای ایرانی پیش از اسلام و به‌طور خاص آیین مزدکی و تأثیرات آن بر جنبشهای ایرانی پس از اسلام. حاصل این مطالعات را به ویژه در آخرین کتابش که دربارهٔ «پیامبران بومی ایران» است.
- دگر اندیشی‌های ملحدانه در تاریخ تمدن اسلامی و مفاهیم کفر و شرک در قرآن و مطالعاتی دربارهٔ گروه‌های مختلف الحادی در تمدن اسلامی.

حسن انصاری دو سال با او در مؤسسه مطالعات پیشرفته پرینستون همکاری می‌کرد.

## مرگ
پاتریشا کرون در ۱۱ ژوئیهٔ ۲۰۱۵ در ۷۰سالگی بر اثر سرطان ریه درگذشت.

## آثار
«تاریخ اندیشه سیاسی در اسلام» (ترجمه مسعود جعفری، نشر سخن، ۱۳۸۹، ۷۵۹ صفحه)
«مقنع و سپیدجامگان» (ترجمه مسعود جعفری، نشر ماهی، ۱۳۹۲، ۱۵۲ صفحه)
کتاب‌هایی که به‌تنهایی نوشته است:
- Slaves on Horses: The Evolution of the Islamic Polity (1980) ISBN 0-521-52940-9
- Meccan Trade and the Rise of Islam (1987) ISBN 1-59333-102-9
- Roman, Provincial and Islamic Law: The Origins of the Islamic Patronate (1987 Paperback:2002) ISBN 0-521-52949-2
- Pre-Industrial Societies: Anatomy of the Pre-Modern World (2003) ISBN 1-85168-311-9
- God's Rule: Government and Islam. Six centuries of medieval islamic political thought (2004). انتشارات دانشگاه کلمبیا. شابک ‎۰−۲۳۱−۱۳۲۹۰−۵. Also ISBN 0-231-13291-3.
- Medieval Islamic Political Thought (2005). Edinburgh University Press, New Ed edition. ISBN 0-7486-2194-6
- Crone, Patricia (2012). The Nativist Prophets of Early Islamic Iran: Rural Revolt and Local Zoroastrianism. Cambridge: Cambridge University Press. ISBN 978-1-107-01879-2.

کتاب فوق با عنوان تاریخ اندیشهٔ سیاسی در اسلام توسط مسعود جعفری به فارسی ترجمه شده است.
- From Arabian tribes to Islamic empire: army, state and society in the Near East c.600-850 (2008) ISBN 978-0-7546-5925-9

کتاب‌هایی که در نوشتن آن‌ها سهیم بوده است:
- with M.A. Cook, Hagarism: The Making of the Islamic World, (1977) ISBN 0-521-29754-0
- with Martin Hinds,  God's Caliph: Religious Authority in the First Centuries of Islam  (2003; orig. 1986) ISBN 0-521-54111-5